# 와시즈카촌
와시즈카촌(鷲塚村)은 아이치현 헤키카이군에 설치되었던 촌이다. 현재의 헤키난시에 해당한다.